# Generalisiertes motorisches Programm
Ein Generalisiertes Motorisches Programm (GMP) ist ein abstrakter, mentaler Code, dessen Ausführung in einer Bewegung resultiert. Das GMP steuert eine Klasse von Bewegungen. Kennzeichen eines GMP sind bewegungsübergreifende konstante Merkmale und bewegungsspezifische variable Merkmale. Die Theorie kann dem Informationstheoretischen Ansatz zugerechnet werden.
Der Begriff entstammt der von Richard A. Schmidt  in den siebziger Jahren entwickelten Schematheorie über die Speicherung von abstrakten Bewegungsentwürfen.
Er geht davon aus, dass nicht jeder einzelne Bewegungsablauf als Muster abgespeichert wird, sondern lediglich ein einziges Muster für eine ganze Klasse von Bewegungsabläufen von gleichem Charakter. Das hat den Vorteil, dass weniger Informationen gespeichert werden müssen.
Bei Bedarf wird dieses Muster abgerufen und situationsabhängig angepasst.
Die Gültigkeit dieses Modells ist umstritten.

## Beispiel
Zur Veranschaulichung stelle man sich einen Basketballspieler vor, der im Training Korbwürfe aus verschiedenen Distanzen übt: In seinem zentralen Nervensystem ist ein abstraktes Muster von einem Sprungwurf gespeichert. Er kann dieses Muster abrufen und dann an seine Position auf dem Spielfeld und damit die Entfernung zum Korb anpassen. So muss er nicht für jede denkbare Position eine spezifische Wurfbewegung abspeichern.

## Merkmale

### Bewegungsübergreifende konstante Merkmale
- Die Reihenfolge der Muskelimpulse (order of events). Diese können, müssen jedoch nicht, muskelspezifisch sein.
- Den relativen Einschaltzeitpunkt und die Einschaltdauer der beteiligten Muskeln zueinander (phasing)
- Den relativen Krafteinsatz der beteiligten Muskeln zueinander (relative force)

### Bewegungsspezifische variable Merkmale
- Gesamtkraft, die eingesetzt wird (overall force)
- Muskelauswahl (muscle selection)
- Gesamtdauer einer Bewegung (overall Duration)

Bei Bewegungen aus dem Sportbereich werden fast immer beide Parameter gleichzeitig verändert. Der Basketballspieler muss, wenn er weiter vom Korb entfernt ist, die absolute Kraft erhöhen und die Gesamtbewegungszeit verkürzen um auf den Ball einen entsprechend höheren Impuls zu übertragen.
Schmidt sieht noch einen weiteren Parameter in der Wahl der anzuwendenden Muskelgruppe. Dieser Parameter erlaubt aber nur wenige Anpassungsmöglichkeiten. So kann der Basketballspieler die Wurfbewegung zwar mit dem linken oder rechten Arm ausführen, nicht aber mit einem seiner Beine.
Man kann die konstanten Merkmale einer Bewegung mithilfe eines EMGs aufzeichnen, indem man z. B. eine Person einen bestimmten Bewegungsablauf (z. B. Sprungwurf) mehrmals ausführen und ihn gezielt die Parameter verändern lässt.
So kann man für jeden Bewegungsablauf  ein charakteristisches Profil ermitteln. Vergleicht man diesen Impuls-Zeit-Fingerabdruck mit anderen, kann ermittelt werden, ob zwei Bewegungsabfolgen der gleichen Klasse zuzuordnen sind oder nicht.

## Grundsätze für das sportliche Training
Lässt man Schmidts Modell in das sportliche Training einfließen, sollten drei Grundsätze beachtet werden:
- Bewegungsabläufe auf einzelne GMPs reduzieren, aber dabei keine GMPs zerstückeln.
- Bewegungsparameter variieren, aber innerhalb der Grenzen des GMPs bleiben.
- Bewegungsklassen wechseln.

Für das Training von dem zuvor erwähnten Basketballspieler ergeben sich folgende Konsequenzen:
- Sprungwürfe isoliert trainieren, ohne zusätzliche Aktionen wie Dribblings, Pässe oder einem gegnerischen Spieler.
- Sprungwürfe aus verschiedenen Distanzen üben, um die Skalierungsfähigkeit des GMPs zu verbessern.
- Neben Sprungwürfen auch Hakenwürfe und Korbleger üben, um die situationsgerechte Auswahl der besten Bewegungsklasse zu schulen.

## Kritik
Die Gültigkeit dieses Konzepts ist umstritten. Aufgrund der Theorie muss z. B. erwartet werden, dass ein Wechsel der zeitlichen Struktur schwerer zu realisieren ist als ein Wechsel der Dauer einer Bewegung, bei der nur die Bewegungsphasen gestreckt oder gestaucht werden. Der Wechsel der zeitlichen Struktur würde es erforderlich machen, ein neues Programm zu erlernen. Diese Erwartungen konnten aber nicht bestätigt werden. Mittlerweile werden in der Bewegungswissenschaft Erklärungsmodelle bevorzugt, die anderen Erklärungsansätzen entspringen.